# Comtat d'Abadeh
Abadeh és el nom del districte (sharistan) més septentrional de la província de Fars a l'Iran. El districte té 223 pobles i limita al nord amb Esfahan, al nord i est amb Yadz, al sud i oest amb Siraz, i a l'oest amb Behbehan. Està creuat pels rius Izadkast, Sadkam, Kor i Bavvanat. El 2011 el districte tenia 98.188 habitants i la capital es diu també Abadeh.